# Fântânele (Teleorman)
Fântânele è un comune della Romania di 1 900 abitanti, ubicato nel distretto di Teleorman, nella regione storica della Muntenia. 
Fântânele è divenuto comune autonomo nel 2004, staccandosi dal comune di Suhaia.